# Likes y cicatrices
Likes y cicatrices es el undécimo álbum de estudio del cantautor español Melendi. Su lanzamiento se produjo el 5 de noviembre de 2021 y será promocionado por España y América Latina a través de la Gira Likes y Cicatrices.

## Recepción
El 29 de julio de 2021, se lanzó el primer adelanto del disco, «La Boca Junta» en colaboración con el dúo venezolano Mau y Ricky. Varias semanas después, el 3 de septiembre de 2021, lanzó el segundo sencillo, «Likes y cicatrices», canción que da nombre al álbum. El 7 de octubre, se lanza el tercer adelanto, la canción «Simplemente dilo» en colaboración con Miriam Rodríguez. Ese mismo día, Melendi da a conocer por redes sociales la lista con el nombre de todas las canciones de su disco.

## Lista de canciones
| Likes y cicatrices |                                                     |          |  |
| N.º                | Título                                              | Duración |  |
| 1.                 | «La Boca Junta» (con Mau y Ricky)                   | 3:48     |  |
| 2.                 | «El Único Habitante de tu Piel» (con Carlos Rivera) | 4:05     |  |
| 3.                 | «Por si las Moscas» (con Guaynaa)                   | 3:51     |  |
| 4.                 | «Likes y cicatrices»                                | 3:42     |  |
| 5.                 | «Simplemente Dilo» (con Miriam Rodríguez)           | 3:34     |  |
| 6.                 | «Fiesta en Cocoplum»                                | 3:51     |  |
| 7.                 | «La Electricidad» (con Aitana)                      | 3:55     |  |
| 8.                 | «La apuesta» (con Lali)                             | 3:15     |  |
| 9.                 | «Violeta»                                           | 3:32     |  |
| 10.                | «Un Ex y un No» (con Pitizion)                      | 2:33     |  |
| 11.                | «Al Otro Lado del Pacífico»                         | 4:18     |  |
| 40:29              |                                                     |          |  |